# Bernhard von Kessel
Pour les articles homonymes, voir Kessel.
Bernhard Alexander Heinrich von Kessel (né le 20 novembre 1817 à Breslau et mort le 7 juin 1882 à Berlin) est un général d'infanterie prussien et adjudant général de l'empereur Guillaume Ier.

## Biographie

### Origine
Bernhard était le fils du lieutenant-général prussien Gustav von Kessel (1760-1827) et de son épouse Angelika, née Schock (1778-1857). Le major général prussien Emil von Kessel (1804-1870) est son frère aîné. Sa sœur Auguste (1800-1872) épouse le major général Albert von Othegraven (de) (1798-1866)

### Carrière militaire
Kessel étudie dans les maisons des cadets de Potsdam et à Berlin. Le 12 août 1835, il est nommé sous-lieutenant au 1er régiment à pied de la Garde de l'armée prussienne, dans lequel son père sert déjà comme commandant. En 1837/38, il commande le bataillon de réserve de la Garde combinée, devient adjudant de bataillon en 1844 et premier lieutenant à la mi-mai 1849. À partir de 1850, Kessel est promu capitaine et nommé commandant de la division scolaire le 12 mars 1853 avec position à la suite du 1er régiment à pied de la Garde. En tant que major, il dirige le 1er bataillon du 25e régiment de Landwehr à Aix-la-Chapelle du 11 août 1857 au 5 novembre 1858, puis retourne au 1er régiment à pied de la Garde. À l'occasion du mariage prochain d'Antonia Maria du Portugal, Kessel accompagne Léopold de Hohenzollern à Lisbonne. À son retour, il devient le 20 septembre 1861 commandant du bataillon d'infanterie d'instruction et, à ce poste, lieutenant-colonel à la mi-octobre 1861. Le 7 mars 1863, il est d'abord chargé de la direction du 1er régiment à pied de la Garde et le 2 mai 1863, Kessel est nommé commandant du régiment. En tant que colonel, il dirige l'avant-garde dans les batailles de Soor, Königinhof et Sadowa en 1866 pendant la guerre contre l'Autriche. Sur proposition de son supérieur le général Constantin von Alvensleben, Kessel est décoré de l'ordre Pour le Mérite le 18 septembre 1866 pour son action à Königinhof.
Tout en conservant son poste de commandant de régiment, Kessel est nommé adjudant d'aile du roi Guillaume Ier le 31 décembre 1866. Le 18 mai 1867, il est chargé de diriger la 1re brigade d'infanterie de la Garde et d'assumer en même temps les fonctions de commandant de Potsdam. Avec sa promotion au grade de major général, il est nommé le 22 mars 1868 commandant de brigade et général à la suite du roi. Kessel participe aux batailles de Saint-Privat, Beaumont et Sedan ainsi qu'au siège de Paris en 1870/71 lors de la guerre contre la France. Il est décoré des deux classes de la croix de fer et après la paix préliminaire de Versailles le 17 mars 1871 nommé général de service à la suite de l'empereur. En tant que tel, Kessel est promu le 22 mars 1872 lieutenant-général et est affecté à Francfort-sur-l'Oder du 13 septembre au 22 novembre 1872 pour remplacer le commandant malade de la 5e division d'infanterie. Nommé ensuite commandant de cette grande unité, Kessel est décoré en décembre 1872 de l'Ordre de Sainte-Anne de 1re classe, de la Grand-croix de l'Ordre de François-Joseph et de la Croix du Mérite militaire du Mecklembourg de 1re classe en décembre 1872. Depuis le 10 septembre 1874, il est ensuite adjudant général de l'empereur, reçoit le 20 septembre 1876 l'Ordre de l'Aigle rouge de 1re classe avec feuilles de chêne et devient le 13 juin 1879, tout en conservant son poste d'adjudant général, président de la commission générale des ordres. Après avoir été promu général d'infanterie le 18 septembre 1880, Kessel décède le 7 juin 1882 dans l'exercice de ses fonctions.

### Famille
Kessel se marie le 30 janvier 1866 à Potsdam avec sa nièce Margarethe von Kessel (1848-1878). Le mariage est resté sans enfant.